# Christen-Democratisch Appèl
Der Christen-Democratisch Appèl (CDA, ausgesprochen [krɪstə(n)demokratis ɑˈpɛl], deutsch Christlich-Demokratischer Aufruf) ist eine christdemokratische Partei in den Niederlanden. Seit 1967 hatte es Bemühungen um eine verstärkte Zusammenarbeit dreier konfessioneller Parteien gegeben. Bei der Parlamentswahl 1977 trat erstmals eine CDA-Liste an. Formell gegründet wurde der CDA am 11. Oktober 1980.
Seit 1977 hat die Mitte-rechts-Partei mit Dries van Agt (1977–1982), Ruud Lubbers (1982–1994) und Jan Peter Balkenende (2002–2010) die längste Zeit die niederländischen Regierungen angeführt. Sie erlitt 2010 eine schwere Wahlniederlage und fiel mit 13,6 Prozent vom ersten auf den vierten Platz zurück. Dennoch trat sie als Juniorpartner in die von der rechtspopulistischen Partei PVV tolerierte Minderheitsregierung von Ministerpräsident Mark Rutte (rechtsliberale VVD) ein. Nach dem Bruch der Koalition im April 2012 verlor der CDA bei der vorgezogenen Parlamentswahl im September 2012 mit einem Rückgang von 5,1 Prozentpunkten erneut stark an Zustimmung und fiel auf ein Allzeittief. Bei der Parlamentswahl 2017 erholte sich der CDA etwas und zog mit 12,38 % bzw. 19 Sitzen in die Tweede Kamer ein. Zusammen mit der VVD von Premier Mark Rutte, D66 und der ChristenUnie formt der CDA seitdem die Regierungskoalition. Mit Hugo de Jonge stellt er auch den stellvertretenden Premierminister. Bei der Parlamentswahl 2023 erreichte der CDA mit 3,3 % erneut ein Allzeittief.

## Geschichte

### Zusammenschluss und Zeit von Van Agt und Lubbers

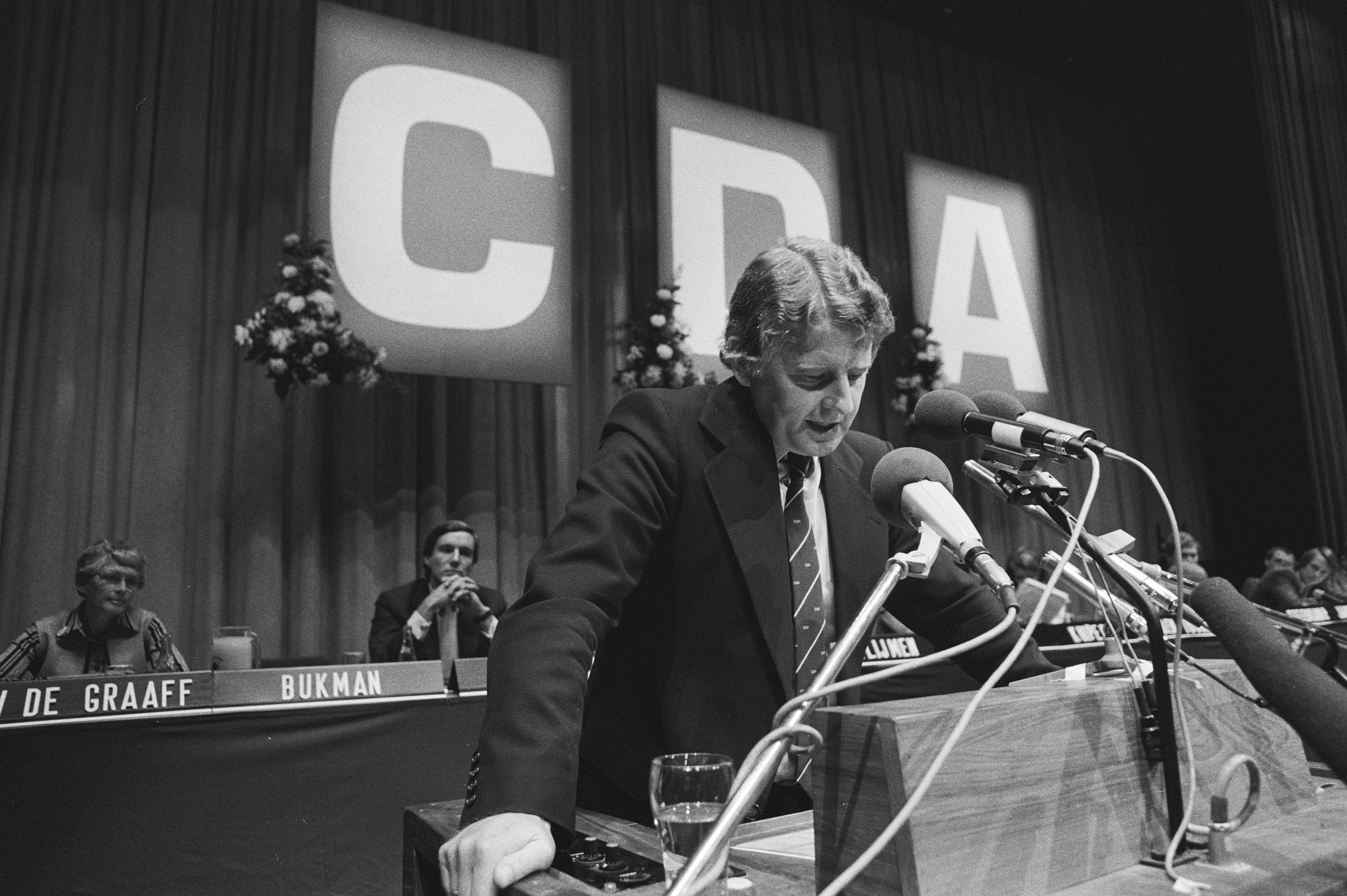
Piet Bukman, Gründungsvorsitzender 1980

Der CDA ging aus dem Zusammenschluss zweier protestantischer und einer katholischen Partei hervor, die ursprünglich die drei großen christlichen Parteien des Landes waren. Diese klassischen Regierungsparteien bildeten häufig eine gemeinsame Koalition und stellten seit 1918 meist den Ministerpräsidenten. Es handelte sich um:
- die Anti-Revolutionaire Partij (Anti-Revolutionäre Partei, ARP) von 1879, sie vertrat die strengreligiösen Calvinisten und hatte einen eher demokratisch-volkstümlichen Charakter; sie war aus der Auffassung heraus entstanden, dass der Calvinismus in seiner reinen Form nicht mehr weiterhin das ganze Land prägen könnte, sondern in einer eigenen Subkultur zu pflegen sei;
- die Christelijk-Historische Unie (Christlich-Historische Union, CHU) von 1908 war religiös weniger radikal und sprach als eher klassische Honoratiorenpartei mehr die Oberschicht an;
- die katholische Katholieke Volkspartij (Katholische Volkspartei, KVP) von 1945. Sie war von den dreien die weitaus größte und konkurrierte mit den Sozialdemokraten um die größte Kammerfraktion.

Neben diesen drei Parteien gab und gibt es weitere christliche Parteien. Die älteste davon, die konservative und ultracalvinistische Staatkundig Gereformeerde Partij, ist seit 1918 im Parlament vertreten. Eine Zeitlang gab es eher linke, christlich-soziale Parteien; von diesen hat die Christelijk-Democratische Unie sich 1946 der linken Partij van de Arbeid angeschlossen. 2002 fusionierten zwei strengcalvinistische, ansonsten aber eher Mitte-orientierte Parteien zur ChristenUnie. Diese befand sich 2007 bis 2010 in einer Koalition mit dem CDA und der PvdA, seit 2017 in der Koalition mit VVD, CDA und D66.

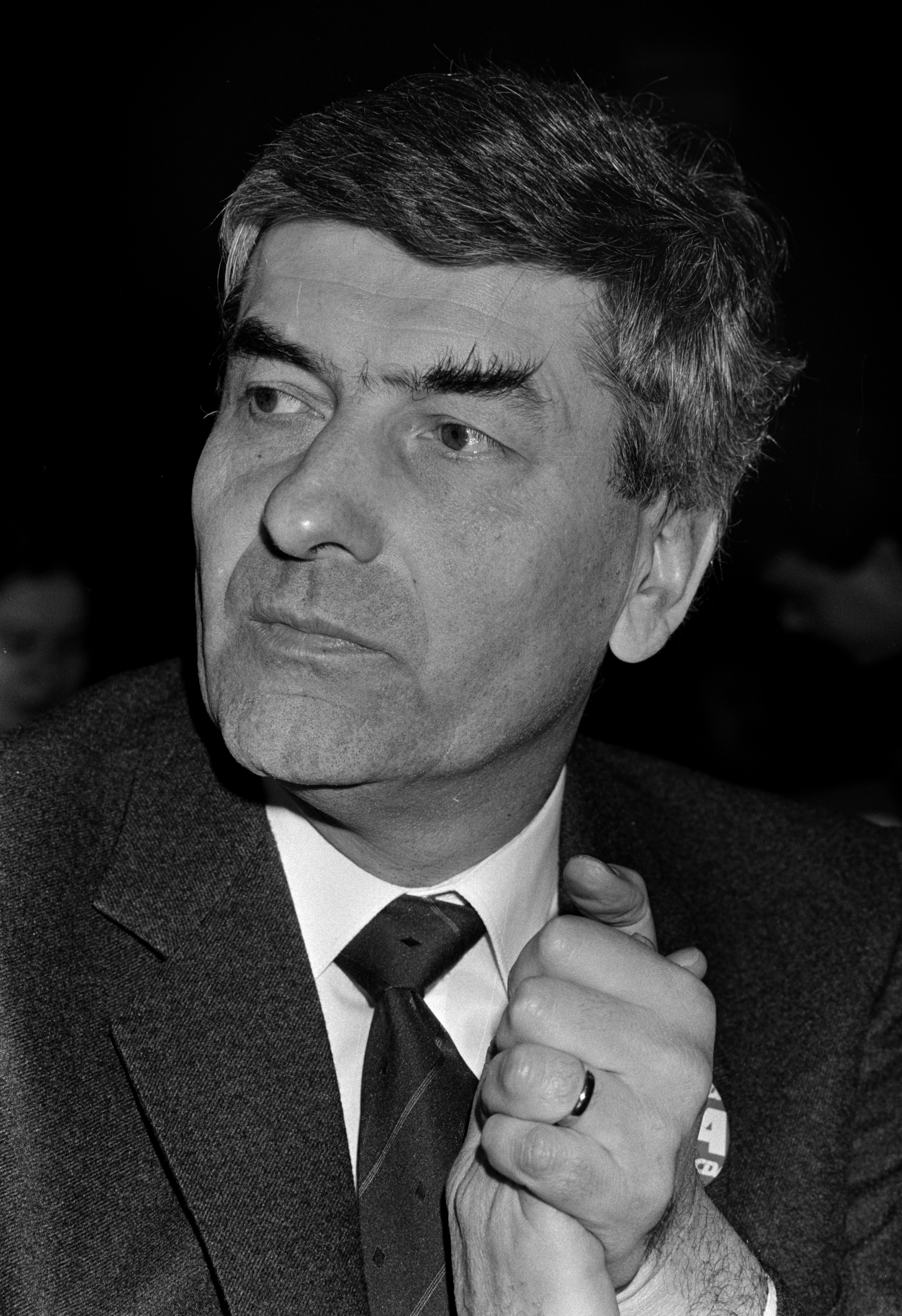
Ruud Lubbers, Ministerpräsident 1982–1994

Als Architekt des CDA-Zusammenschlusses von 1980 gilt Piet Steenkamp. Überlegungen eines Zusammenschlusses der drei Parteien gab es aber schon seit 1967 und wurden innerhalb einer parteiübergreifenden Arbeitsgruppe (Groep van Achttien) geführt. Dabei war der wichtigste Diskussionspunkt die Definition des Begriffs Christliche Politik. Diese Gespräche führten zunächst zu einem gemeinsamen Wahlprogramm der drei Parteien im Jahre 1971, gefolgt von einem Grundsatzprogramm für den künftigen CDA im Jahre 1972. Im Jahre 1973 fand der erste Parteikongress des künftigen CDA statt, bei den Wahlen zur Zweiten Kammer des Parlaments (Tweede Kamer der Staten-Generaal) im Jahre 1977 trat man erstmals mit einer gemeinsamen Liste an. Formal vollzogen wurde der Zusammenschluss schließlich auf einem Sonderparteitag im Oktober 1980, auf welchem Steenkamp auch zum Ehrenvorsitzenden des CDA berufen wurde.
Seit 1977 stellte der CDA unter den Ministerpräsidenten Dries van Agt und Ruud Lubbers zusammen mit verschiedenen Koalitionspartnern die Regierung. Die Epoche Lubbers endete 1994 mit einer großen Wahlniederlage; Grund dafür waren unter anderem die Streitigkeiten zwischen Lubbers und seinem designierten Nachfolger Elco Brinkman.

### Oppositionszeit 1994–2002 und Balkenende-Kabinette

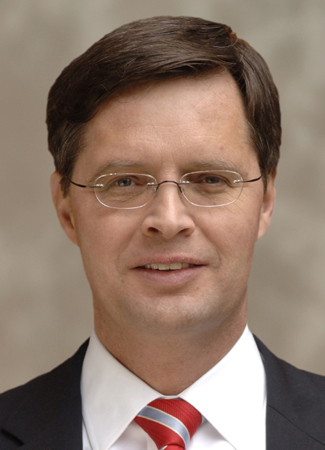
Jan Peter Balkenende, Ministerpräsident 2002–2010

Zwischen 1994 und 2002 war der CDA die größte Oppositionsfraktion während der Amtszeit des sozialdemokratischen Ministerpräsidenten Wim Kok. 2001 wechselte der Fraktionsvorsitz von Jaap de Hoop Scheffer zu Jan Peter Balkenende. Die Regierung Kok geriet am Ende ihrer Amtszeit in schweres Fahrwasser: Die Arbeitsmarktreformen schienen nicht zu greifen und der Islamismus wurde nach dem 11. September 2001 zu einem großen Thema, gemeinsam mit länger schwelenden Fragen zur Ausländerpolitik. Dies griff der Rechtspopulist Pim Fortuyn geschickt auf und gewann in den Umfragen viel Anhang. Letztlich trat Koks Regierung wegen eines vernichtenden Abschlussberichtes zum Fall Srebrenica einige Monate vor Ablauf der Legislaturperiode zurück. Der Historiker Balkenende präsentierte sich im Wahlkampf als relativ neues Gesicht in der Politik und als gemäßigt einwanderungskritisch.
Bei den Wahlen vom 15. Mai 2002 wurde der CDA erstmals seit 1989–1994 wieder die stärkste Partei in der Zweiten Kammer und stellte unter Ministerpräsident Balkenende zusammen mit verschiedenen Koalitionspartnern die Regierung, zunächst zusammen mit der VVD und der LPF, nach den vorgezogenen Neuwahlen vom 22. Januar 2003 mit der VVD und D66. In dieser Zeit entschlossen sich die Niederlande zur Teilnahme an der Besetzung des Irak und zu strengeren Ausländergesetzen. Nachdem D66 2006 die Koalition unter anderem wegen der VVD-Ministerin Rita Verdonk verlassen hatte, kam es zu Neuwahlen. Der CDA kam bei einem Verlust von drei Sitzen auf 41 der 150 Sitze in der Zweiten Kammer des Parlaments.
Anfang 2007 führte Balkenende mit sozialdemokratischer Partij van de Arbeid und streng-protestantischer ChristenUnie die Regierungsgeschäfte fort. Diese Koalition zerbrach im Februar 2010 an der Frage einer Verlängerung des Afghanistaneinsatzes. Balkenende hatte damit acht Jahre mit fünf verschiedenen Koalitionspartnern und zwei Neuwahlen regiert.

### Beteiligung am Kabinett Rutte 2010/12

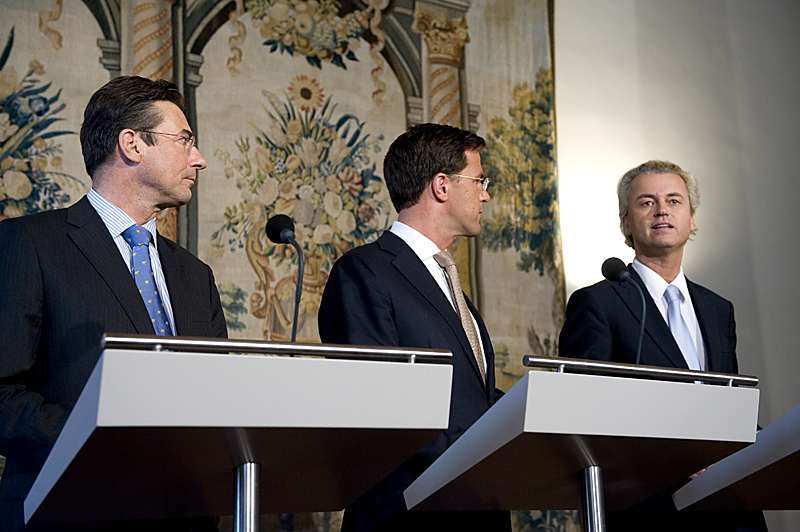
Maxime Verhagen (CDA), Mark Rutte (VVD) und Geert Wilders (PVV), die am 30. September 2010 Regierungs- und Duldungsabkommen vorstellen

Wegen der großen Verluste bei den Parlamentswahlen am 9. Juni 2010 (minus 12,9 Prozent, auf 13,6 Prozent Stimmenanteil) trat Parteiführer Balkenende noch am Wahlabend zurück. Die Führung übernahm Maxime Verhagen, der dann auch die Fraktion leitete. Verhagen beantwortet die Frage, ob er politischer Führer sei, mit der Feststellung, dass der CDA nur einen Spitzenkandidaten für die Kammerwahl ernenne und keinen permanenten politischen Führer wie andere Parteien habe.
Dem ebenfalls aufgrund der Wahlniederlage zurückgetretenen Parteivorsitzenden Peter van Heeswijk folgten nacheinander Henk Bleker und Liesbeth Spies kommissarisch im Amt. Anfang April 2011 wählte ein Parteitag die zum eher linken Flügel der Partei zählende Ruth Peetoom zur neuen Parteivorsitzenden.
Am 14. Oktober 2010 schloss der CDA eine Koalition mit der rechtsliberalen VVD. VVD-Führer Mark Rutte wurde erster Ministerpräsident seiner Partei, der CDA war erstmals als Juniorpartner in einer Koalition vertreten. Verhagen wurde Außenminister. Parlamentarisch unterstützt wurde das Kabinett von der rechtspopulistischen Partij voor de Vrijheid von Geert Wilders. Dies wurde innerhalb des CDA kontrovers diskutiert; wegen der äußert knappen Mehrheitsverhältnisse hätte das Ausscheren von nur zwei Kammerangehörigen bereits die Koalition in Schwierigkeiten gebracht. Bei einem Parteitag stimmten nur zwei Drittel der Anwesenden für die Koalition.
Wiederholt kam es zu Konflikten zwischen der immigrationsfeindlichen Haltung von Geert Wilders einerseits und christlich-sozialen Christdemokraten andererseits. Den CDA-Kongress vom Oktober 2011 überschattete die Frage, ob der CDA-Minister für Fremdenpolitik in einem aktuellen Fall einen minderjährigen Asylanten (Mauro) abschieben dürfe. Der Kongress blieb ohne Entscheidung. Am Tag darauf meldete das Umfragebüro von Maurice de Hond, dass die Umfragewerte auf rund sieben Prozent der Wählerstimmen gefallen seien.
Nachdem Wilders die Zusammenarbeit mit VVD und CDA im Frühling 2012 beendet hatte, kam es zu Neuwahlen. Dabei verlor der CDA erneut erheblich an Anhängerschaft. Mit 8,5 Prozent lag er nur noch knapp vor der stets deutlich kleineren Partei D66 (8,0 Prozent). Der CDA ging in die Opposition, hatte aber noch eine recht bedeutende Verhandlungsposition, da die Regierungsparteien VVD und PvdA keine Mehrheit in der Ersten Kammer hatten. Dort war der CDA mit seinem Wahlergebnis von 2011 noch deutlich stärker als in der Zweiten Kammer.

### Beteiligung am Kabinett Rutte 2017
Aus der Parlamentswahl am 15. März 2017 ging der CDA wieder gestärkt hervor (12,38 % bzw. 19 Sitze). Er war damit der natürliche Koalitionspartner für den Wahlsieger, die VVD von Mark Rutte. Die Suche nach einer stabilen Regierungsmehrheit dauerte jedoch über sieben Monate. Nach schwierigen Verhandlungen einigten sich VVD, CDA, D66 und ChristenUnie im Oktober auf die Bildung einer Vierparteienkoalition. Im Kabinett ist der CDA mit 4 Ministern und 2 Staatssekretären vertreten. Er stellt mit Hugo de Jonge den Vizepremierminister (zugleich Minister für Gesundheit) und besetzt zusätzlich mit dem Verteidigungsministerium-, Justiz- und Finanzministerium wichtige Portfolios.

### Entwicklung der Mitgliederzahlen
Lange Zeit war der CDA die mitgliederstärkste Partei des Landes. Seit dem Höhepunkt 1982 (152.885 Mitglieder) sank diese kontinuierlich auf zuletzt 31.916. Der CDA ist damit nach dem Forum voor Democratie und der PvdA die drittgrößte Partei der Niederlande.

## Politische Positionen

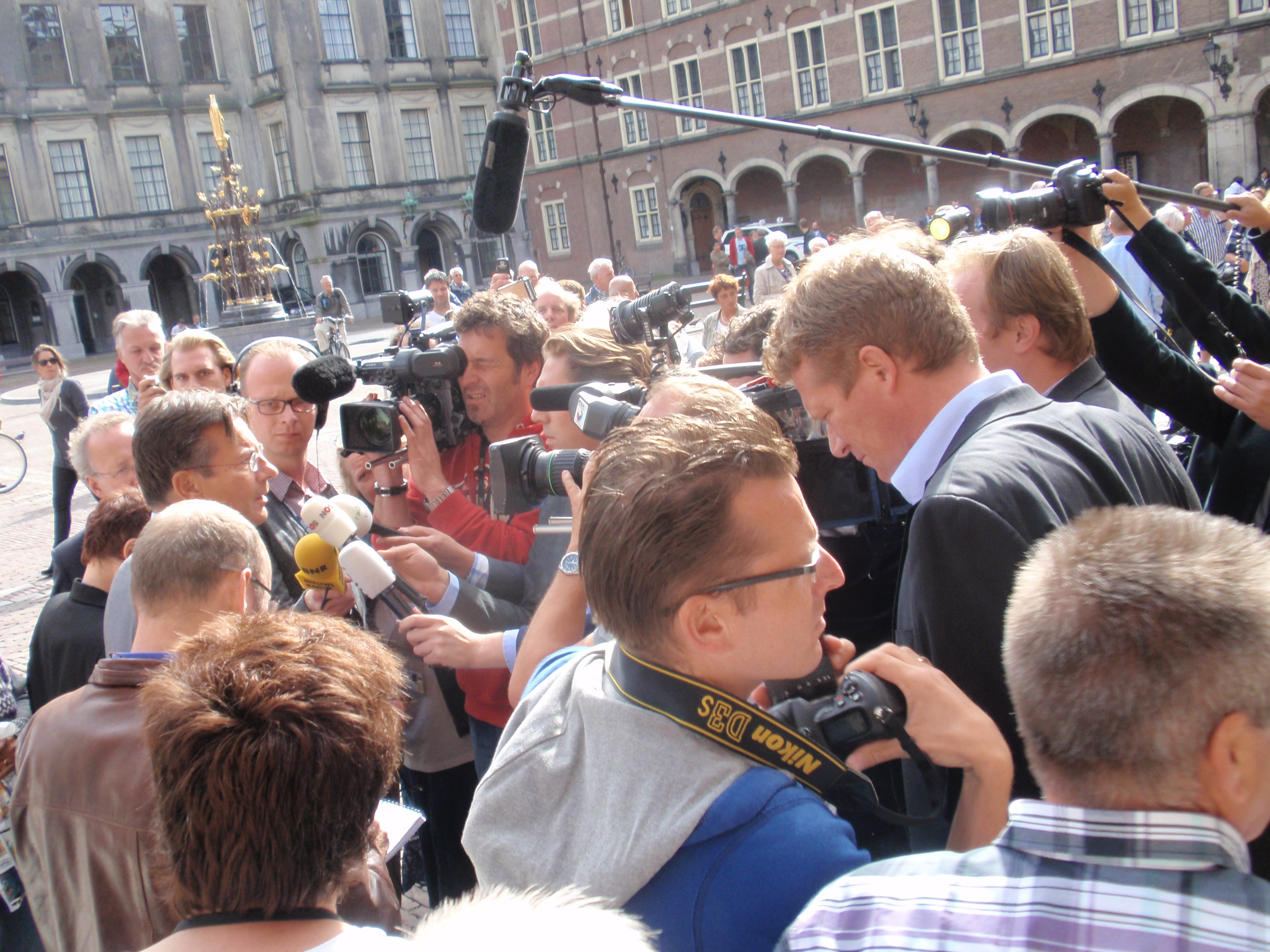
Der von Journalisten umringte Maxime Verhagen zur Zeit der Kabinettsbildung, September 2010

Der CDA nennt auf seiner Website als Ausgangspunkte öffentliche Gerechtigkeit, geteilte Verantwortlichkeit, Solidarität sowie rentmeesterschap (vgl. Nachhaltigkeit). Eine christliche Überzeugung ist für die Partei nur eine von mehreren möglichen Inspirationsquellen.
Die CDA-Wähler von 2010 nannten im September des Jahres als diejenigen Parteien, die sie ungern in der Regierung sähen: PvdA 47, Groen Links 41, D66 28, PVV und SP je 20 Prozent. Umgekehrt sahen am wenigsten die Wähler der SP (53 Prozent) den CDA gern in der Regierung. Die größte Zuneigung zueinander zeigten die Wähler von CDA und VVD.

## Organisation
Der Sitz des CDA ist in Den Haag. Innerhalb des CDA bestehen mehrere formell unabhängige Organisationen:
- Wetenschappelijk Instituut voor het CDA (wissenschaftliches Institut)
- CDA-bestuurdersvereniging (BSV) (BSV, Unternehmerorganisation)
- CDA-Vrouwenberaad (CDAV, Frauenorganisation)
- CDJA (Jugendorganisation)
- CDA Stichting voor internationale solidariteit
- Steenkampinstituut (Stichting Kader- en Vormingswerk CDA), Ausbildungszentrum

## Mitglieder

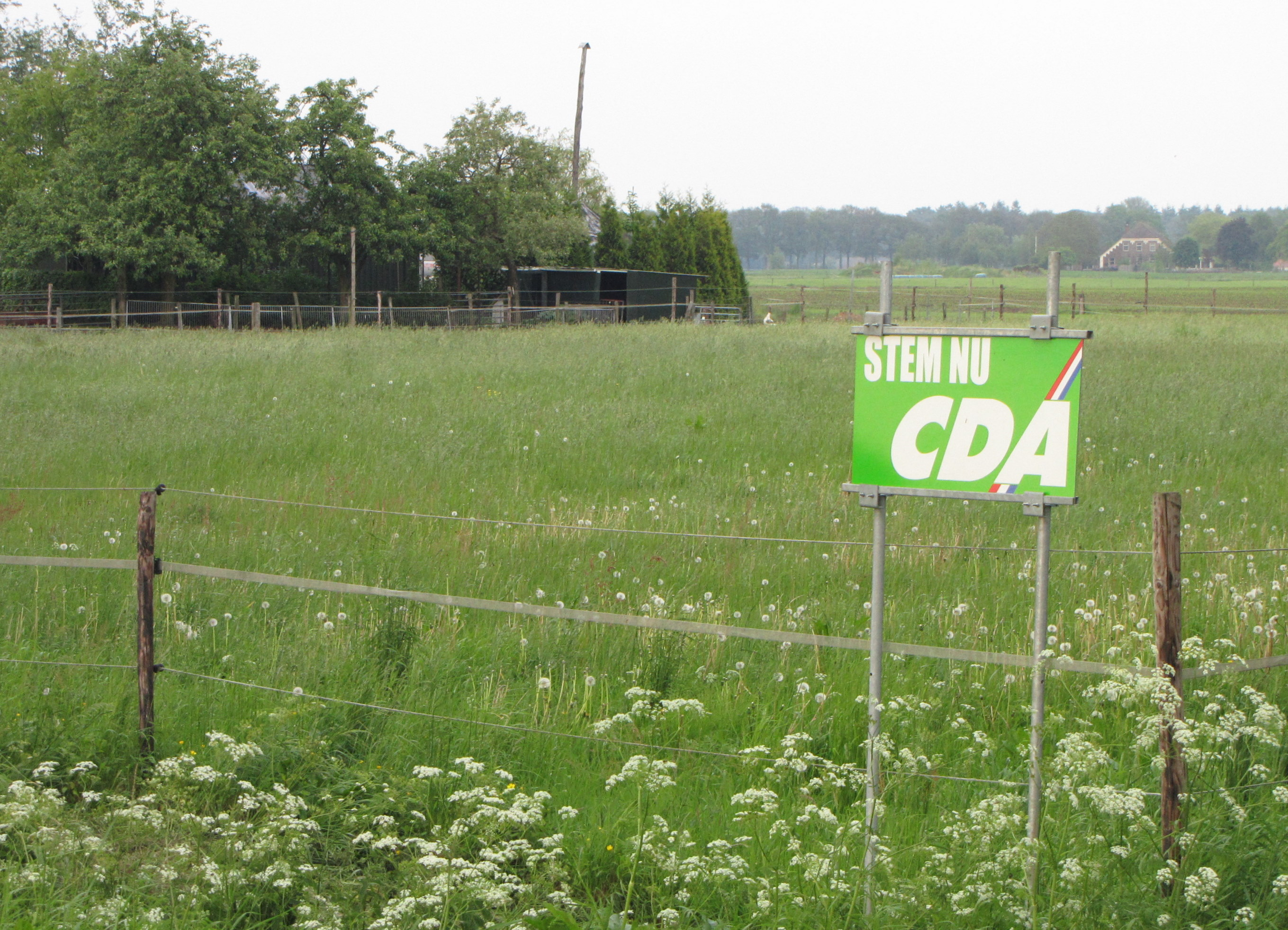
Parteireklame bei niederländischen Bauernhöfen wirbt meistens für den CDA (hier im Juni 2010 in Oude IJsselstreek).

Bei der Fusion 1980 hatte die Partei rund 160.000 Mitglieder. Seitdem sank die Mitgliederanzahl beinahe kontinuierlich von Jahr zu Jahr. Von 1994 auf 1995, nach dem ersten Verlust der Regierungsmacht, fiel die Partei relativ ruckartig von 107.000 auf 100.000 Mitglieder. Die Regierungsübernahme unter Balkenende ließ die Anzahl leicht von 78.000 (2002) auf 79.000 (2003) steigen. Anfang 2022 zählte der CDA noch 31.916 Mitglieder.
| Jahr | Mitgliederzahl |
| ---- | -------------- |
| 1980 | 162.179        |
| 1982 | 152.885        |
| 1983 | 147.896        |
| 1984 | 138.179        |
| 1985 | 131.627        |
| 1986 | 127.849        |
| 1987 | 128.588        |
| 1988 | 127.046        |
| 1989 | 122.486        |
| 1990 | 125.033        |
| 1991 | 122.238        |
| 1992 | 118.449        |
| 1993 | 112.117        |
| 1994 | 107.000        |
| 1995 | 100.442        |
| 1996 | 94.412         |
| 1997 | 91.000         |
| 1998 | 89.000         |
| 1999 | 86.000         |
| 2000 | 82.000         |
| 2001 | 80.000         |
| 2002 | 78.000         |
| 2003 | 79.000         |
| 2004 | 77.000         |
| 2005 | 73.000         |
| 2006 | 69.000         |
| 2007 | 69.560         |
| 2008 | 69.200         |
| 2009 | 68.102         |
| 2010 | 67.592         |
| 2011 | 65.905         |
| 2012 | 61.294         |
| 2013 | 59.126         |
| 2014 | 56.310         |
| 2015 | 53.107         |
| 2016 | 50.181         |
| 2017 | 48.775         |
| 2018 | 46.630         |
| 2019 | 43.133         |
| 2020 | 39.187         |
| 2021 | 37.375         |
| 2022 | 34.832         |
| 2023 | 31.916         |

## Wahlergebnisse
| Wahl | Stimmen (%) | Mandate  |
| ---- | ----------- | -------- |
| 1977 | 31,9        | 49 / 150 |
| 1981 | 30,8        | 48 / 150 |
| 1982 | 29,4        | 45 / 150 |
| 1986 | 34,6        | 54 / 150 |
| 1989 | 35,3        | 54 / 150 |
| 1994 | 22,2        | 34 / 150 |
| 1998 | 18,4        | 29 / 150 |
| 2002 | 27,9        | 43 / 150 |
| 2003 | 28,6        | 44 / 150 |
| 2006 | 26,5        | 41 / 150 |
| 2010 | 13,6        | 21 / 150 |
| 2012 | 8,5         | 13 / 150 |
| 2017 | 12,4        | 19 / 150 |
| 2021 | 9,5         | 15 / 150 |
| 2023 | 3,3         | 5 / 150  |

| Wahl                                                    | Stimmen (%) | Mandate |
| ------------------------------------------------------- | ----------- | ------- |
| 1979                                                    | 35,6        | 10 / 25 |
| 1984                                                    | 30,0        | 8 / 25  |
| 1989                                                    | 34,6        | 10 / 25 |
| 1994                                                    | 30,8        | 10 / 31 |
| 1999                                                    | 26,9        | 9 / 31  |
| 2004                                                    | 24,4        | 7 / 27  |
| 2009 1                                                  | 20,1        | 5 / 25  |
| 2014                                                    | 15,2        | 5 / 26  |
| 2019 2                                                  | 12,2        | 4 / 26  |
| 2024                                                    | 9,5         | 3 / 31  |
| 1 Mandate (seit 2011): 5/26 2 Mandate (seit 2020): 5/29 |             |         |

- 1956 – 77 Sitze (KVP 49, ARP 15, CHU 13)
- 1959 – 75 Sitze (KVP 49, ARP 14, CHU 12)
- 1963 – 76 Sitze (KVP 50, ARP 13, CHU 13)
- 1967 – 69 Sitze (KVP 42, ARP 15, CHU 12)
- 1971 – 58 Sitze (KVP 35, ARP 13, CHU 10)
- 1972 – 48 Sitze (KVP 27, ARP 14, CHU 7)

## Spitzenpersonal
Wie bei anderen niederländischen Parteien ist das Amt des Parteivorsitzenden (partijvoorzitter) ein eher administrativ-organisatorisches, entspricht aber nicht dem politischen Leiter, der die Partei in der Öffentlichkeit vertritt. Als Parteiführer (partijleider) wird dagegen meist das höchstrangige Regierungsmitglied der CDA (wenn diese etwa den Ministerpräsidenten oder einen Vizepremier stellt) oder in Oppositionszeiten der Fraktionsvorsitzende in der Zweiten Kammer angesehen. Diese Person steht in der Regel auch bei Parlamentswahlen als Spitzenkandidat (lijsttrekker) auf dem ersten Platz der Parteiliste.

### Parteiführer
- Dries van Agt 1976–1982 – Ministerpräsident
- Ruud Lubbers 1982–1994 – Ministerpräsident
- Elco Brinkman 1994 – Fraktionsvorsitzender
- Enneüs Heerma 1994–1997 – Fraktionsvorsitzender
- Jaap de Hoop Scheffer 1997–2001 – Fraktionsvorsitzender
- Jan Peter Balkenende 2001–2010 – Fraktionsvorsitzender, ab 2002 Ministerpräsident
- vakant 2010–2012
- Sybrand van Haersma Buma 2012–2019 – Fraktionsvorsitzender
- Vakant 2019–2020
- Hugo de Jonge 2020–2020 – Gesundheitsminister und Vizepremier
- Wopke Hoekstra 2020–2023 – Finanzminister, ab 2022 Außenminister und Vizepremier
- Henri Bontenbal seit 2023 – Fraktionsvorsitzender

### Fraktionsvorsitzende in der Zweiten Kammer
- Willem Aantjes 1977–1978
- Ruud Lubbers 1978–1982
- Bert de Vries 1982–1989
- Elco Brinkman 1989–1994
- Enneüs Heerma 1994–1997
- Jaap de Hoop Scheffer 1997–2001
- Jan Peter Balkenende 2001–2002
- Maxime Verhagen 2002–2007
- Pieter van Geel 2007–2010
- Maxime Verhagen 2010
- Sybrand van Haersma Buma 2010–2019
- Pieter Heerma 2019–2021
- Wopke Hoekstra 2021–2022
- Pieter Heerma 2022–2023
- Henri Bontenbal seit 2023

### Parteivorsitzende
- Piet Steenkamp 1975–1980
- Piet Bukman 1980–1986
- Bert Fleers 1986
- Wim van Velzen 1987–1994
- Tineke Lodders 1994–1995
- Hans Helgers 1995–1999
- Marnix van Rij 1999–2001
- Bert de Vries 2001–2002
- Marja van Bijsterveldt 2002–2007
- Peter van Heeswijk 2007–2010
- Henk Bleker 2010 (kommissarisch)
- Liesbeth Spies 2010–2011 (kommissarisch)
- Ruth Peetoom 2011–2019
- Rutger Ploum 2019–2021
- Hans Huibers seit 2021